# Castro de Nandufe
O Castro de Nandufe é um castro situado em Nandufe na atual freguesia de Tondela e Nandufe, próximo do rio Dinha, e acessível através da Rua do Crasto, Nandufe. O seu pico de ocupação deu-se de I a II d. C., mas conteve vestígios do Neolítico. O Castro não se encontra identificado e tem sido alvo de pouca investigação, registando-se apenas uma campanha no local, efectuada por António Almiro do Vale na década de 1920. A Fevereiro de 2020, encontra-se ainda em vias de classificação, apesar da primeira proposta de classificação ser de 1985.

## Espólio
Segundo a campanha de António Amiro do Vale, foram encontrados no Castro, da época neolítica: um bíface, dois machados, um fragmento de sílex e um maço para moagem de cereais. Da época romana, moedas (de Cláudio a Adriano), cerâmica de construção, pesos de tear, mós e dois fragmentos de sigillata. O espólio encontrado no local estará no Museu Machado de Castro, Coimbra.